# Lista de desenhos animados cinematográficos do Andy Panda
Esta é uma lista de curta-metragens de animação produzidos pela Walter Lantz Productions nos quais o personagem Andy Panda aparece. Todos estes desenhos (apelidados nos Estados Unidos de "Cartunes") fazem parte da série Andy Panda, exceto aqueles marcados com um  na lista. Todos os filmes estão organizados em ordem cronológica.

## Distribuídos pela Universal Pictures (1939-1947)
| Ano  | #   | Título em português        | Título original                       | Diretor       | Notas |
| ---- | --- | -------------------------- | ------------------------------------- | ------------- | --- |
| 1939 | 01  | Andy Panda Entra numa Fria | Life Begins for Andy Panda            | Alex Lovy     | |
| 1940 | 02  | Andy Panda Vai à Pesca     | Andy Panda Goes Fishing               | Burt Gillet   | |
| 1940 | 03  | 100 Pigmeus e Andy Panda   | 100 Pygmies and Andy Panda            | Alex Lovy     | |
| 1940 | 04  | Casa Maluca                | Fun House                             | Walter Lantz  | |
| 1940 | 05  | Pica-Pau Ataca Novamente   | Knock Knock                           | Walter Lantz  | Primeira aparição do personagem Pica-Pau, além do fato de o episódio/curta ser considerado o piloto da série Pica-Pau. |
| 1941 | 06  | As Ratoeiras               | Mouse Trappers                        | Alex Lovy     | |
| 1941 | 07  | Gato Escaldado             | Dizzy Kitty                           | Walter Lantz  | |
| 1941 | 08  | Andy Panda Pop             | Andy Panda's Pop/Goofy Roofer         | Alex Lovy     | |
| 1942 | 09  | O Aprendiz de Ferreiro     | Under the Spreading Blacksmith's Shop | Alex Lovy     | |
| 1942 | 10  | Adeus Senhor Traça         | Good-Bye Mr. Moth                     | Walter Lantz  | |
| 1942 | 11  | Cabana Encrencada          | Nutty Pine Cabin                      | Alex Lovy     | |
| 1942 | 12  | A Horta do Andy            | Andy Panda's Victory Garden           | Alex Lovy     | |
| 1942 | 13  |                            | Air Raid Warden                       | Alex Lovy     | Episódios com dublagem brasileira perdida.                                                                             |
| 1943 | 14  | Canine Commandos           |                                       | Alex Lovy     | Episódios com dublagem brasileira perdida.                                                                             |
| 1943 | 15  | Andy Cercando Frangos      | Meatless Tuesday                      | James Culhane | |
| 1944 | 16  | Peixe Frito                | Fish Fry                              | James Culhane | Indicado—Oscar de Melhor Curta-Metragem (Cartuns)                                                                      |
| 1944 | 17  | Pintor e Maluco            | The Painter and The Pointer           | James Culhane | |
| 1945 | 18  | Corvo Maluco               | Crow Crazy                            | Dick Lundy    | |
| 1946 | 19  | O Poeta e o Camponês       | The Poet and Peasant                  | Dick Lundy    | |
| 1946 | 20  | A Volta do Ratinho         | Mousie Come Home                      | Dick Lundy    | |
| 1946 | 21  | A Maçã do Andy             | Apple Andy                            | Dick Lundy    | |
| 1946 | 22  | Ô Praga de Praga           | The Wacky                             | Dick Lundy    | |
| 1947 | Não | Trechos Musicais de Chopin | Musical Moments from Chopin           | Dick Lundy    | Indicado—Oscar de Melhor Curta-Metragem (Cartuns) Parte da série Miniaturas Musicais.                                  |

## Distribuídos pela United Artists (1948-1949)
| Ano  | #   | Título em português     | Título original | Diretor    | Notas                   |
| ---- | --- | ----------------------- | --------------- | ---------- | ----------------------- |
| 1948 | Não | O Fila Bóia             | Banquet Busters | Dick Lundy | Parte da série Pica-Pau |
| 1948 | 23  | O Maestro               | The             | Dick Lundy |                         |
| 1948 | 24  | Mamãe Pelicano          | Playful         | Dick Lundy |                         |
| 1949 | 25  | Imposto pra Cachorro    | Dog Tax         | Dick Lundy |                         |
| 1949 | 26  | Presente de Aniversário | Scrappy         | Dick Lundy |                         |

## Distribuídos pela Universal International (1951)
| Ano  | #   | Título em português | Título original            | Diretor      | Notas                   |
| ---- | --- | ------------------- | -------------------------- | ------------ | ----------------------- |
| 1951 | Não | A Polka do Pica-Pau | The Woody Woodpecker Polka | Walter Lantz | Parte da série Pica-Pau |